# Lương Thạch
Lương Thạch (tiếng Trung: 梁石; bính âm: Liáng shí; sinh năm 1967) tên khác Lương Thật, là chủ sở hữu của một công ty xây dựng ở Thành Đô, tỉnh Tứ Xuyên, Trung Quốc. Người đàn ông này được mệnh danh là "ông vua Cao khảo" vì đã trượt kì thi này 26 lần tính đến năm 2022, là kì thi tuyển sinh đại học lớn nhất Trung Quốc đại lục.

## Thân thế
Lương Thạch sinh ra tại Mi Sơn, Tứ Xuyên. Năm 25 tuổi, Lương Thạch kết hôn và con đường thi cử của ông buộc phải dừng lại vì khi đó Trung Quốc quy định thí sinh dự Cao khảo phải dưới 25 tuổi và chưa kết hôn. Từ đó, Lương bắt đầu tham gia công việc xã hội. Chỉ trong một thời gian ngắn, ông đã kiếm được hàng triệu nhân dân tệ và làm chủ một doanh nghiệp vật liệu xây dựng có tiếng ở địa phương.
Gia đình và sự nghiệp ổn định nhưng Lương Thạch vẫn muốn tham gia thi đỗ đại học. Năm 2001, Trung Quốc bỏ quy định hạn chế số tuổi và đối tượng thi đại học, khiến Lương trở lại kì thi sau nhiều năm.

## Các lần thi Cao khảo
Lần đầu tiên Lương tham gia thi đại học vào năm 1983 khi mới 16 tuổi. Tuy nhiên lần thứ 2, thứ 3, Lương Thạch đều thi trượt. Sau đó, dưới sự thuyết phục của cha mẹ, Lương Thạch đã làm việc trong nhà máy, làm những công việc tay chân và buôn bán lặt vặt nhưng ông không bao giờ từ bỏ ước mơ đại học. Tuy nhiên, 5 năm liền sau đó ông đều không trúng tuyển.
Trong gần 4 thập kỷ thi trượt, ông cũng bỏ thi 14 lần với lý do là vướng bận công việc hoặc do chính sách tuyển sinh trước năm 2001 yêu cầu sinh viên phải dưới 25 tuổi, chưa lập gia đình. Điểm số cao nhất của Lương trong những năm gần đây là hơn 400 trên thang điểm 750. Tuy nhiên, với số điểm đó, ông chỉ có thể vào một trường đại học hạng hai, thay vì Đại học Tứ Xuyên.
Sau nhiều năm không hoàn thành phần thi đọc hiểu khoa học - phần bắt buộc với những thí sinh muốn theo chuyên ngành khoa học, ông Lương đã quyết định đổi sang ngành mới là nghệ thuật và khoa học nhân văn. Năm 2022, khi đã 55 tuổi, Lương Thạch tiếp tục dự thi Cao khảo. Theo kết quả cao khảo được công bố ngày 23 tháng 6 năm 2022, Lương được 428/750 điểm, không đủ để vào Đại học Tứ Xuyên như ông muốn lâu nay. Đại học Tứ Xuyên lấy điểm tuyển sinh tối thiểu là 605. Tính đến năm 2022, ông đã trượt kì thi tổng cộng 26 lần.

## Đánh giá
Sau khi trượt cuộc thi Cao khảo lần thứ 26, Lương được mệnh danh là "ông vua Cao khảo" hay "ông vua không ngai". Nhiều người cho rằng ông đang sử dụng việc thi cử để quảng bá bản thân và doanh nghiệp của mình, nhưng ông đã tự khẳng định rằng "sẽ lấy kết quả thi cử để chứng minh cho mọi người thấy suy nghĩ ấy của họ là sai lầm". Nhiều người bày tỏ sự ngưỡng mộ đồng thời gửi lời chúc với hy vọng giấc mơ vào giảng đường của ông sớm thành hiện thực.